# Équipe d'Irlande de rugby à XV à la Coupe du monde 1991
 (mars 2025).
Si vous disposez d'ouvrages ou d'articles de référence ou si vous connaissez des sites web de qualité traitant du thème abordé ici, merci de compléter l'article en donnant les références utiles à sa vérifiabilité et en les liant à la section « Notes et références ».
L'Équipe d'Irlande de rugby à XV à la Coupe du monde 1991 a été battue en quart de finale par l'équipe d'Australie.

## Liste des joueurs

### Première ligne
- Nick Popplewell
- Steve Smith
- Des Fitzgerald
- Terry Kingston
- Gary Halpin

### Deuxième ligne
- Neil Francis
- Donal Lenihan
- Mick Galwey

### Troisième ligne
- Phillip Matthews (capitaine)
- Gordon Hamilton
- Brian Robinson
- Pat O'Hara
- Noel Mannion

### Demi de mêlée
- Rob Saunders

### Demi d’ouverture
- Ralph Keyes

### Trois-quarts centre
- Brendan Mullin
- David Curtis
- Vince Cunningham

### Trois-quarts aile
- Simon Geoghegan
- David Clarke
- Keith Crossan

### Arrière
- Jim Staples

## Statistiques

### Meilleur marqueur d'essais
- Brian Robinson : 4 essais

### Meilleur réalisateur
- Ralph Keyes : 68 points